# Parc des Commissaires
Le parc des Commissaires est un parc situé dans la partie la plus à l'ouest du quartier de la Glèbe de la ville d'Ottawa, en Ontario, au Canada. Il est délimité par le lac Dow, la rue Preston, l'avenue Carling et la route du lac Dow.
C'est un endroit populaire pour les promenades en famille pendant les mois les plus chauds. La Commission de la capitale nationale entretient le parc et parvient à y maintenir la floraison des fleurs tout au long de la saison de croissance. Le parc est une zone d'observation majeure des tulipes pendant le Festival canadien des tulipes, avec la plus forte concentration de la région, soit jusqu'à 300 000.

## Histoire

### 1945: don de SAR Juliana
Un don de 100 000 tulipes offert en 1945 par la princesse héritière Juliana des Pays-Bas, comme on l'appelait alors, est à l'origine du Festival canadien des tulipes. Ce don visait à souligner la contribution du Canada à la libération des Pays-Bas de l'occupation nazie et remerciait « Ottawa pour avoir abrité sa famille pendant la guerre ». 

### 2002: sculpturede L'Homme aux deux chapeaux
La parc présente une sculpture L'Homme aux deux chapeaux de Henk Visch (nl). Elle commémore la libération de la Hollande par les troupes canadiennes pendant la Seconde Guerre mondiale, et est identique au Monument national de la libération du Canada (en) à Apeldoorn, aux Pays-Bas.
Une plaque explicative contient le texte suivant :
Durant la Seconde Guerre mondiale, les soldats canadiens ont joué un rôle crucial dans la libération des Pays-Bas . Avec le don de ce monument – expression de joie et célébration de la liberté – les Pays-Bas rendent un hommage durable au Canada .
Une statue identique à celle-ci se trouve à Apeldoorn aux Pays-Bas. Les monuments jumeaux relient symboliquement le Canada et les Pays-Bas ; bien que séparés par un océan, les deux pays resteront à jamais des amis proches.
Son Altesse Royale la princesse Margriet des Pays-Bas a inauguré le monument à Ottawa le 11 mai 2002 et l'autre à Apeldoorn le 2 mai 2000.
Artiste : Henk Visch